# Rhinolophus sedulus
Rhinolophus sedulus es una especie de murciélago de la familia Rhinolophidae.

## Distribución geográfica
Se encuentra en el sur de la península de Malaca y en Borneo (Brunéi, Indonesia, y Malasia).